# Tour de France 2022/8. Etappe
Die 8. Etappe der Tour de France 2022 fand am 9. Juli 2022 statt und führte die 109. Austragung des französischen Etappenrennens in die Schweiz. Die Strecke führte von Dole über 186,3 Kilometer durch den Jura und endete am Genfersee in Lausanne. Nach der Zielankunft hatten die Fahrer insgesamt 1305,4 Kilometer absolviert, was 39 % der Gesamtdistanz der Rundfahrt entsprach.

## Streckenführung
Der neutralisierte Start erfolgte in der Innenstadt von Dole in der Nähe der Stiftskirche Notre-Dame. Die Fahrer überquerten den Doubs über die Pont de Dole und verließen die Stadt anschließend über die D405 in Richtung Süden.
Der offizielle Start erfolgte auf der D405 nach rund acht gefahrenen Kilometern bei der Gemeinde Crissey. Anschließend ging es in Richtung Südosten, und kurz nach Arbois begann die Straße das erste Mal, für rund sieben Kilometer anzusteigen. Die Fahrer gelangten nun auf ein Plateau, auf dem 46,9 Kilometer nach dem Start ein Zwischensprint in Montrond ausgefahren wurde. Nach Champagnole stieg die Straße im Regionalen Naturpark Haut-Jura erneut an und führte zur ersten Bergwertung der 4. Kategorie, die nach 75,6 Kilometer bei der Côte du Maréchet (918 m) abgenommen wurde. Nach der Überquerung des nicht kategorisierten Col de la Savine (988 m) folgte ein kurze Abfahrt nach Morez, ehe mit der Côte des Rousses (1097 m) eine Bergwertung der 3. Kategorie in Angriff genommen wurde. Nach 101,3 Kilometern wurde die Kuppe des 6,7 Kilometer langen Anstiegs überquert, und die Fahrer gelangten auf ein Plateau auf rund 1000 Meter Seehöhe. Nun drehte die Fahrtrichtung in Richtung Nordosten, die Fahrer passierten den Lac des Rousses und gelangten bei Bois-d’Amont in die Schweiz. Anschließend passierte die Strecke den Lac de Joux und führte kurz nach L’Abbaye zum Col du Mollendruz (1180 m). Die Bergwertung (4. Kategorie) wurde jedoch zwei Kilometer vor dem höchsten Punkt auf dem Col de Pétra Félix (1144 m) genommen. Es folgte eine rund 30 Kilometer lange Abfahrt, die die Fahrer über Mont-la-Ville und Cossonay ans Ufer des Genfersees führte. Von Préverenges ging es entlang des Sees nach Lausanne, wo ein kurzer Schlussanstieg auf dem Programm stand.
Beim Place du Port bogen die Fahrer links auf die Avenue d’Ouchy ab und verließen somit das Ufer des Genfersees. Die Straße begann sofort leicht anzusteigen und führte vorbei am Bahnhof und der Opéra de Lausanne zum Place St-François. Nun gelangten die Fahrer auf die Avenue Jules Gonin, die sie leicht abschüssig vorbei am Palais de Justice zur Chauderon-Brücke führte. Nachdem die Brücke überquert worden war, folgte auf der Avenue de Beaulieu mit einer maximalen Steigung von 12 % der steilste Abschnitt des Anstieges. Nach fünf Kurven und der Umfahrung des Palais de Beaulieu gelangten die Fahrer auf die Zielgerade. Diese war rund 700 Meter lang und führte bei einer Steigung von rund 3 % auf der Route des Plaines-du-Loup vorbei am Stade Olympique de la Pontaise zum Parkplatz des Vélodrome von Lausanne, wo sich das Ziel befand. Insgesamt legten die Fahrer auf den letzten 4,8 Kilometern 221 Höhenmeter zurück, was einer durchschnittlichen Steigung von 4,6 % entspricht. Der Schlussanstieg trug den Namen Côte du Stade Olympique, dieser war als Bergwertung der 3. Kategorie klassifiziert.
|                            | Ort                     | Kilometer | Länge (km) | Höhe (m) | Ø Steigung |
| -------------------------- | ----------------------- | --------- | ---------- | -------- | ---------- |
| neutralisierter Start      | Dole                    |           |            |          |            |
| offizieller Start          | Crissey                 | 0         |            |          |            |
| Zwischensprint             | Montrond                | 046,9     |            |          |            |
| Bergwertung (4. Kategorie) | Côte du Maréchet        | 075,6     | 2,0        | 0918     | 5,7 %      |
| Bergwertung (3. Kategorie) | Côte des Rousses        | 101,3     | 6,7        | 1097     | 5,0 %      |
| Bergwertung (4. Kategorie) | Col de Pétra Félix      | 136,9     | 2,4        | 1144     | 6,5 %      |
| Bergwertung (3. Kategorie) | Côte du Stade Olympique | 186,3     | 4,8        | 0604     | 4,6 %      |
| Ziel                       | Lausanne                | 186,3     |            |          |            |

## Rennverlauf
Mit Vegard Stake Laengen (UAE Team Emirates) und Geoffrey Bouchard (AG2R Citroën Team) mussten erstmals zwei Fahrer wegen eines positiven Covid-Tests die Tour aufgeben, nachdem es zuvor schon mehrere Betreuer getroffen hatte.
Nach zehn Kilometern Geplänkel bildete sich eine Dreiergruppe von Ausreißern, namentlich Mattia Cattaneo (Quick-Step Alpha Vinyl Team), Fred Wright (Bahrain Victorious) und Frederik Frison (Lotto Soudal). Bei Versuchen, diesen nachzusetzen, kam es im Feld zu einem größeren Sturz, der Kevin Vermaerke (Team DSM) zur Aufgabe zwang. Die Ausreißer wurden nun ziehen gelassen, bekamen aber maximal 3:30 Minuten Vorsprung, da etliche Teams Hoffnungen auf einen Sieg im Sprint hegten. Gianni Moscon (Astana Qazaqstan Team) musste am Anstieg in den Jura wegen Knieschmerzen aufgeben.
Der weitere Rennverlauf war zunächst ereignislos. Frison musste während der Passage durch das Vallée de Joux in der Ausreißergruppe abreißen lassen. Cattaneo ging acht Kilometer vor dem Ziel die Luft aus, bekam aber trotzdem die Rote Rückennummer. Wright wurde im Schlussanstieg eingeholt. Am Ende des auf Tempo gefahreren Anstiegs zum Olympiastadion in Lausanne waren noch etwa 20 Mann für den Sprint übrig, den Wout van Aert (Jumbo-Visma) vor Michael Matthews (Team BikeExchange-Jayco) und Tadej Pogačar (UAE Team Emirates) gewann.

## Ergebnis
| \| Etappenergebnis \| Etappenergebnis \| Etappenergebnis \| Etappenergebnis \| Etappenergebnis \| \| Fahrer \| Fahrer \| Land \| Team \| Zeit \| \| --------------- \| ----------------- \| ---------------------- \| --------------------- \| --------------- \| \| 1. \| Wout van Aert \| Belgien \| Jumbo-Visma \| 4 h 13 min 06 s \| \| 2. \| Michael Matthews \| Australien \| BikeExchange-Jayco \| + 0 s \| \| 3. \| Tadej Pogačar \| Slowenien \| UAE Team Emirates \| + 0 s \| \| 4. \| Andreas Kron \| Dänemark \| Lotto-Soudal \| + 0 s \| \| 5. \| Alberto Bettiol \| Italien \| EF Education-EasyPost \| + 0 s \| \| 6. \| Alexander Wlassow \| Russland \| Bora-Hansgrohe \| + 0 s \| \| 7. \| Benjamin Thomas \| Frankreich \| Cofidis \| + 0 s \| \| 8. \| Jonas Vingegaard \| Dänemark \| Jumbo-Visma \| + 0 s \| \| 9. \| Bob Jungels \| Luxemburg \| AG2R Citroën Team \| + 0 s \| \| 10. \| Thomas Pidcock \| Vereinigtes Königreich \| Ineos Grenadiers \| + 0 s \| |                   |                        |                       |                 |
| |                   |                        |                       |                 |
| Quelle: ProCyclingStats |                   |                        |                       |                 |
| Etappenergebnis |                   |                        |                       |                 |
| Fahrer | Fahrer            | Land                   | Team                  | Zeit            |
| 1. | Wout van Aert     | Belgien                | Jumbo-Visma           | 4 h 13 min 06 s |
| 2. | Michael Matthews  | Australien             | BikeExchange-Jayco    | + 0 s           |
| 3. | Tadej Pogačar     | Slowenien              | UAE Team Emirates     | + 0 s           |
| 4. | Andreas Kron      | Dänemark               | Lotto-Soudal          | + 0 s           |
| 5. | Alberto Bettiol   | Italien                | EF Education-EasyPost | + 0 s           |
| 6. | Alexander Wlassow | Russland               | Bora-Hansgrohe        | + 0 s           |
| 7. | Benjamin Thomas   | Frankreich             | Cofidis               | + 0 s           |
| 8. | Jonas Vingegaard  | Dänemark               | Jumbo-Visma           | + 0 s           |
| 9. | Bob Jungels       | Luxemburg              | AG2R Citroën Team     | + 0 s           |
| 10. | Thomas Pidcock    | Vereinigtes Königreich | Ineos Grenadiers      | + 0 s           |

## Gesamtstände
| \| Gesamtwertung \| Gesamtwertung \| Gesamtwertung \| Gesamtwertung \| Gesamtwertung \| \| Fahrer \| Fahrer \| Land \| Team \| Zeit \| \| ------------- \| ---------------------- \| ---------------------- \| --------------------- \| ---------------- \| \| 1. \| Tadej Pogačar \| Slowenien \| UAE Team Emirates \| 28 h 56 min 16 s \| \| 2. \| Jonas Vingegaard \| Dänemark \| Jumbo-Visma \| + 39 s \| \| 3. \| Geraint Thomas \| Vereinigtes Königreich \| Ineos Grenadiers \| + 1 min 14 s \| \| 4. \| Adam Yates \| Vereinigtes Königreich \| Ineos Grenadiers \| + 1 min 22 s \| \| 5. \| David Gaudu \| Frankreich \| Groupama-FDJ \| + 1 min 35 s \| \| 6. \| Romain Bardet \| Frankreich \| Team DSM \| + 1 min 36 s \| \| 7. \| Thomas Pidcock \| Vereinigtes Königreich \| Ineos Grenadiers \| + 1 min 39 s \| \| 8. \| Neilson Powless \| Vereinigte Staaten \| EF Education-EasyPost \| + 1 min 41 s \| \| 9. \| Enric Mas \| Spanien \| Movistar Team \| + 1 min 47 s \| \| 10. \| Daniel Felipe Martínez \| Kolumbien \| Ineos Grenadiers \| + 1 min 59 s \| |                        |                        |                       |                  |
| |                        |                        |                       |                  |
| Quelle: ProCyclingStats |                        |                        |                       |                  |
| Gesamtwertung |                        |                        |                       |                  |
| Fahrer | Fahrer                 | Land                   | Team                  | Zeit             |
| 1. | Tadej Pogačar          | Slowenien              | UAE Team Emirates     | 28 h 56 min 16 s |
| 2. | Jonas Vingegaard       | Dänemark               | Jumbo-Visma           | + 39 s           |
| 3. | Geraint Thomas         | Vereinigtes Königreich | Ineos Grenadiers      | + 1 min 14 s     |
| 4. | Adam Yates             | Vereinigtes Königreich | Ineos Grenadiers      | + 1 min 22 s     |
| 5. | David Gaudu            | Frankreich             | Groupama-FDJ          | + 1 min 35 s     |
| 6. | Romain Bardet          | Frankreich             | Team DSM              | + 1 min 36 s     |
| 7. | Thomas Pidcock         | Vereinigtes Königreich | Ineos Grenadiers      | + 1 min 39 s     |
| 8. | Neilson Powless        | Vereinigte Staaten     | EF Education-EasyPost | + 1 min 41 s     |
| 9. | Enric Mas              | Spanien                | Movistar Team         | + 1 min 47 s     |
| 10. | Daniel Felipe Martínez | Kolumbien              | Ineos Grenadiers      | + 1 min 59 s     |

| Punktewertung | Punktewertung       | Punktewertung | Punktewertung          | Punktewertung |
| Fahrer        | Fahrer              | Land          | Team                   | Punkte        |
| ------------- | ------------------- | ------------- | ---------------------- | ------------- |
| 1.            | Wout van Aert       | Belgien       | Jumbo-Visma            | 264 P.        |
| 2.            | Fabio Jakobsen      | Niederlande   | Quick-Step Alpha Vinyl | 149 P.        |
| 3.            | Tadej Pogačar       | Slowenien     | UAE Team Emirates      | 128 P.        |
| 4.            | Jasper Philipsen    | Belgien       | Alpecin-Deceuninck     | 102 P.        |
| 5.            | Christophe Laporte  | Frankreich    | Jumbo-Visma            | 97 P.         |
| 6.            | Magnus Cort Nielsen | Dänemark      | EF Education-EasyPost  | 86 P.         |
| 7.            | Peter Sagan         | Slowakei      | TotalEnergies          | 86 P.         |
| 8.            | Michael Matthews    | Australien    | BikeExchange-Jayco     | 68 P.         |
| 9.            | Simon Clarke        | Australien    | Israel-Premier Tech    | 67 P.         |
| 10.           | Dylan Groenewegen   | Niederlande   | BikeExchange-Jayco     | 60 P.         |

| Bergwertung | Bergwertung         | Bergwertung | Bergwertung            | Bergwertung |
| Fahrer      | Fahrer              | Land        | Team                   | Punkte      |
| ----------- | ------------------- | ----------- | ---------------------- | ----------- |
| 1.          | Magnus Cort Nielsen | Dänemark    | EF Education-EasyPost  | 11 P.       |
| 2.          | Tadej Pogačar       | Slowenien   | UAE Team Emirates      | 10 P.       |
| 3.          | Jonas Vingegaard    | Dänemark    | Jumbo-Visma            | 8 P.        |
| 4.          | Primož Roglič       | Slowenien   | Jumbo-Visma            | 6 P.        |
| 5.          | Lennard Kämna       | Deutschland | Bora-Hansgrohe         | 5 P.        |
| 6.          | Simon Geschke       | Deutschland | Cofidis                | 4 P.        |
| 7.          | Wout van Aert       | Belgien     | Jumbo-Visma            | 4 P.        |
| 8.          | Mattia Cattaneo     | Italien     | Quick-Step Alpha Vinyl | 3 P.        |
| 9.          | Alexis Vuillermoz   | Frankreich  | TotalEnergies          | 2 P.        |
| 10.         | Frederik Frison     | Belgien     | Lotto-Soudal           | 2 P.        |

| Nachwuchswertung | Nachwuchswertung   | Nachwuchswertung       | Nachwuchswertung                   | Nachwuchswertung |
| Fahrer           | Fahrer             | Land                   | Team                               | Zeit             |
| ---------------- | ------------------ | ---------------------- | ---------------------------------- | ---------------- |
| 1.               | Tadej Pogačar      | Slowenien              | UAE Team Emirates                  | 28 h 56 min 16 s |
| 2.               | Thomas Pidcock     | Vereinigtes Königreich | Ineos Grenadiers                   | + 1 min 39 s     |
| 3.               | Brandon McNulty    | Vereinigte Staaten     | UAE Team Emirates                  | + 7 min 02 s     |
| 4.               | Andreas Leknessund | Norwegen               | Team DSM                           | + 14 min 50 s    |
| 5.               | Matteo Jorgenson   | Vereinigte Staaten     | Movistar Team                      | + 16 min 55 s    |
| 6.               | Jasper Philipsen   | Belgien                | Alpecin-Deceuninck                 | + 19 min 53 s    |
| 7.               | Kevin Geniets      | Luxemburg              | Groupama-FDJ                       | + 21 min 24 s    |
| 8.               | Georg Zimmermann   | Deutschland            | Intermarché-Wanty-Gobert Matériaux | + 25 min 18 s    |
| 9.               | Fred Wright        | Vereinigtes Königreich | Bahrain Victorious                 | + 26 min 14 s    |
| 10.              | Andreas Kron       | Dänemark               | Lotto-Soudal                       | + 29 min 17 s    |

| Mannschaftswertung | Mannschaftswertung    | Mannschaftswertung           | Mannschaftswertung |
| Team               | Team                  | Land                         | Zeit               |
| ------------------ | --------------------- | ---------------------------- | ------------------ |
| 1.                 | Ineos Grenadiers      | Vereinigtes Königreich       | 86 h 52 min 43 s   |
| 2.                 | Jumbo-Visma           | Niederlande                  | + 26 s             |
| 3.                 | EF Education-EasyPost | Vereinigte Staaten           | + 6 min 06 s       |
| 4.                 | UAE Team Emirates     | Vereinigte Arabische Emirate | + 9 min 00 s       |
| 5.                 | Bahrain Victorious    | Bahrain                      | + 9 min 32 s       |
| 6.                 | Bora-Hansgrohe        | Deutschland                  | + 9 min 36 s       |
| 7.                 | Groupama-FDJ          | Frankreich                   | + 10 min 36 s      |
| 8.                 | Arkéa-Samsic          | Frankreich                   | + 16 min 43 s      |
| 9.                 | Trek-Segafredo        | Vereinigte Staaten           | + 17 min 22 s      |
| 10.                | Israel-Premier Tech   | Israel                       | + 20 min 34 s      |

## Ausgeschiedene Fahrer
Die folgenden Fahrer sind aus der Tour ausgeschieden:
- Geoffrey Bouchard (AG2R Citroën Team): wegen positivem Corona-Test nicht gestartet
- Vegard Stake Laengen (UAE Team Emirates): wegen positivem Corona-Test nicht gestartet
- Gianni Moscon (Astana Qazaqstan Team): während der Etappe wegen Erschöpfung aufgegeben
- Kevin Vermaerke (Team DSM): während der Etappe wegen Sturzfolgen aufgegeben